# Índia nos Jogos Olímpicos de Verão da Juventude de 2010
A Índia participou dos Jogos Olímpicos de Verão da Juventude de 2010 em Cingapura. Com uma delegação composta de 32 atletas que competiram em 13 esportes, o país conquistou seis pratas e dois bronzes.

## Medalhistas
| Medalha | Nome            | Esporte   | Evento                        | Data         |
| ------- | --------------- | --------- | ----------------------------- | ------------ |
| Prata   | Dhanda Pooja    | Luta      | Livre até 60 kg feminino      | 16 de agosto |
| Prata   | Prannoy Kumar   | Badminton | Simples masculino             | 19 de agosto |
| Prata   | Yuki Bhambri    | Tênis     | Simples masculino             | 21 de agosto |
| Prata   | Arjun Arjun     | Atletismo | Arremesso de disco masculino  | 21 de agosto |
| Prata   | Kumar Durgesh   | Atletismo | 400 m com barreiras masculino | 23 de agosto |
| Prata   | Shiva Thapa     | Boxe      | Peso galo (até 54 kg)         | 25 de agosto |
| Bronze  | Satywart Kadian | Luta      | Livre até 100 kg masculino    | 17 de agosto |
| Bronze  | Krishan Vikas   | Boxe      | Peso leve (até 60 kg)         | 24 de agosto |

## Atletismo
| Evento                            | Atleta          | Qualificação | Qualificação | Final         | Final         |
| Evento                            | Atleta          | Resultado    | Posição      | Resultado     | Posição       |
| --------------------------------- | --------------- | ------------ | ------------ | ------------- | ------------- |
| Arremesso de disco masculino      | Arjun Arjun     | 63,90        | 1º           | 62,52         | [ 4 ]         |
| 3000 m masculino                  | Indrajeet Patel | 8:15.02      | 9º           | 8:36.73       | 11º (Final A) |
| Marcha atlética feminina (5 km)   | Khushbit Kaur   |              |              | 25:30.27      | 13º           |
| Marcha atlética masculina (10 km) | Kuldeep Kumar   |              |              | Não completou | --            |
| 400 m com barreiras masculino     | Kumar Durgesh   | 52.20        | 2º (1º q2)   | 50.81         | [ 10 ]        |

## Badminton
| Evento            | Atleta                 | Fase de grupos | Fase de grupos                             | Fase de grupos                            | Fase de grupos                                  | Fase de grupos | Quartas-de-final                               | Semifinais                                   | Final                                     | Pos. final       |
| Evento            | Atleta                 | Grupo          | 1ª rodada                                  | 2ª rodada                                 | 3ª rodada                                       | Pos.           | Quartas-de-final                               | Semifinais                                   | Final                                     | Pos. final       |
| ----------------- | ---------------------- | -------------- | ------------------------------------------ | ----------------------------------------- | ----------------------------------------------- | -------------- | ---------------------------------------------- | -------------------------------------------- | ----------------------------------------- | ---------------- |
| Simples masculino | Prannoy Kumar          | C              | FRA Lucas Claerbout V 2-0 (21-15, 21-14)   | JAM Dennis Coke V 2-0 (21-9, 21-10)       | THA Phetphanom Keophiachan V 2-0 (21-11, 21-12) | 1º             | TPE Hsieh Feng-Tse V 2-1 (21-12, 18-21, 24-22) | KOR Kang Ji-Wook V 2-1 (19-21, 21-17, 21-17) | THA Pisit Poodchalat D 0-2 (15-21, 16-21) | Medalha de prata |
| Simples masculino | Sairaneeth Bhamidipati | H              | SIN Huang Chao D 1-2 (12-21, 21-18, 17-21) | NZL Asher Richardson V 2-0 (21-12, 21-12) | PER Mario Cuba V 2-0 (21-12, 21-12)             | 2º             | Não avançou                                    | Não avançou                                  | Não avançou                               | --               |

## Basquetebol
Masculino:
| Elenco                                             | Preliminares                                                                           | Preliminares | Classificação 17-20                                            | Pos. final |
| Elenco                                             | Grupo A                                                                                | Pos.         | Classificação 17-20                                            | Pos. final |
| -------------------------------------------------- | -------------------------------------------------------------------------------------- | ------------ | -------------------------------------------------------------- | ---------- |
| Amit Kannarjee Kirti Goswani Shyam Sunder Sukhjeet | PUR Porto Rico D 15-33 SRB Sérvia D 19-33 GRE Grécia D 20-33 NZL Nova Zelândia D 12-17 | 5º           | PAN Panamá V 28-22 RSA África do Sul V 27-11 Cingapura D 20-31 | 18º        |

## Boxe
| Evento                | Atleta        | Preliminares               | Semifinais                   | Disputa pelo bronze                              | Pos. final        |
| --------------------- | ------------- | -------------------------- | ---------------------------- | ------------------------------------------------ | ----------------- |
| Peso leve (até 60 kg) | Krishan Vikas | ARM Hrayr Matevosyan V 7-2 | LTU Evaldas Petrauskas D 3-4 | MEX Daniel Echeverría V Oponente desclassificado | Medalha de bronze |

| Evento                | Atleta      | Preliminares | Semifinais             | Final                          | Pos. final       |
| --------------------- | ----------- | ------------ | ---------------------- | ------------------------------ | ---------------- |
| Peso galo (até 54 kg) | Shiva Thapa | Sem oponente | GBR Zack Davies V 14-4 | CUB Robeisy Eloi Ramírez D 2-5 | Medalha de prata |

## Halterofilismo
| Evento             | Atleta         | Peso corporal (kg) | Arranque (kg) | Arranque (kg) | Arranque (kg) | Arranque (kg) | Arremesso (kg) | Arremesso (kg) | Arremesso (kg) | Arremesso (kg) | Total (kg) | Pos. final |
| Evento             | Atleta         | Peso corporal (kg) | 1             | 2             | 3             | Res.          | 1              | 2              | 3              | Res.           | Total (kg) | Pos. final |
| ------------------ | -------------- | ------------------ | ------------- | ------------- | ------------- | ------------- | -------------- | -------------- | -------------- | -------------- | ---------- | ---------- |
| Até 48 kg feminino | Santoshi Matsa | 47,84              | 62            | 62            | 65            | 65            | 80             | 85             | 85             | 85             | 150        | 5º         |

## Judô
| Evento             | Atleta      | 1ª rodada    | 2ª rodada                | 2ª rodada repescagem            | Final repescagem A            | Disputa pelo bronze A | Pos. final |
| ------------------ | ----------- | ------------ | ------------------------ | ------------------------------- | ----------------------------- | --------------------- | ---------- |
| Até 44 kg feminino | Neha Thakur | Sem oponente | PER Lesly Cano D 000-020 | HAI Dielourdes Joseph V 101-000 | BUL Yoana Damyanova D 000-021 | Não avançou           | --         |

| Evento              | Atleta       | 1ª rodada    | 2ª rodada                | Semifinais                             | Disputa pelo bronze A       | Pos. final |
| ------------------- | ------------ | ------------ | ------------------------ | -------------------------------------- | --------------------------- | ---------- |
| Até 55 kg masculino | Subash Yadav | Sem oponente | FIJ Diau Bauro V 110-000 | UZB Mansurkhuja Muminkhujaev D 000-003 | UKR Dmytro Atanov D 000-100 | 5º         |

| Evento         | Atleta                                             | 1ª rodada                   | 2ª rodada                 | Semifinais             | Final       | Pos. final        |
| -------------- | -------------------------------------------------- | --------------------------- | ------------------------- | ---------------------- | ----------- | ----------------- |
| Equipes mistas | Neha Thakur (como integrante da equipe Cairo)      | ZZX Equipe Birmingham V 5-2 | ZZX Equipe Hamilton V 4-4 | ZZX Equipe Essen D 2-5 | Não avançou | Medalha de bronze |
| Equipes mistas | Subash Yadav (como integrante da equipe Barcelona) | ZZX Equipe Osaka D 3-5      | Não avançou               | Não avançou            | Não avançou | 10º               |

## Lutas
| Evento                   | Atleta       | Preliminares                 | Preliminares                  | Preliminares            | Preliminares | Final                            | Pos. final       |
| Evento                   | Atleta       | 1ª rodada                    | 2ª rodada                     | 3ª rodada               | Pos.         | Oponente Resultado               | Pos. final       |
| Evento                   | Atleta       | Oponente Resultado           | Oponente Resultado            | Oponente Resultado      | Pos.         | Oponente Resultado               | Pos. final       |
| ------------------------ | ------------ | ---------------------------- | ----------------------------- | ----------------------- | ------------ | -------------------------------- | ---------------- |
| Livre até 60 kg feminino | Pooja Dhanda | USA Jenna Rose Burkert V 3-0 | SIN Erna Natasha Puteri V 4-0 | BUL Dzhanan Ahmed V 3-0 | 1º           | MGL Battsetseg Baatarzorig D 1-3 | Medalha de prata |

| Evento                     | Atleta          | Preliminares                    | Preliminares            | Preliminares              | Preliminares | Disputa pelo bronze         | Pos. final        |
| Evento                     | Atleta          | 1ª rodada                       | 2ª rodada               | 3ª rodada                 | Pos.         | Oponente Resultado          | Pos. final        |
| Evento                     | Atleta          | Oponente Resultado              | Oponente Resultado      | Oponente Resultado        | Pos.         | Oponente Resultado          | Pos. final        |
| -------------------------- | --------------- | ------------------------------- | ----------------------- | ------------------------- | ------------ | --------------------------- | ----------------- |
| Livre até 100 kg masculino | Satywart Kadian | CUB Abraham Conyedo Ruano D 0-3 | IND Parmvir Dhesi V 3-0 | RSA Andries Schutte V 3-1 | 2º           | GEO Geno Petriashvili V 3-1 | Medalha de bronze |

## Natação
| Evento                   | Atleta              | Qualificação | Qualificação | Semifinais  | Semifinais   | Final       | Final       |
| Evento                   | Atleta              | Resultado    | Posição      | Resultado   | Posição      | Resultado   | Posição     |
| ------------------------ | ------------------- | ------------ | ------------ | ----------- | ------------ | ----------- | ----------- |
| 100 m livre masculino    | Aaron Agnel D Souza | 51.76        | 12º (4º q5)  | 51.49       | 10º (5º sf2) | Não avançou | Não avançou |
| 200 m livre masculino    | Aaron Agnel D Souza | 1:53.35      | 15º (3º q6)  |             |              | Não avançou | Não avançou |
| 100 m livre feminino     | Arhatha Magavi      | 1:05.18      | 48º (5º q1)  | Não avançou | Não avançou  | Não avançou | Não avançou |
| 100 m borboleta feminino | Arhatha Magavi      | 1:09.35      | 30º (8º q4)  | Não avançou | Não avançou  | Não avançou | Não avançou |
| 200 m borboleta feminino | Arhatha Magavi      | 2:32.91      | 21º (7º q3)  |             |              | Não avançou | Não avançou |

## Remo
| Evento             | Atleta                         | Elim.   | Elim.       | Repescagem | Repescagem | Semifinais | Semifinais   | Final   | Final        |
| Evento             | Atleta                         | Tempo   | Pos.        | Tempo      | Pos.       | Tempo      | Pos.         | Tempo   | Pos.         |
| ------------------ | ------------------------------ | ------- | ----------- | ---------- | ---------- | ---------- | ------------ | ------- | ------------ |
| Dois sem feminino  | Nimmy Thomas Mitali Sekhar Deo | 3:49.69 | 4º (bat. 1) | 4:00.27    | 2º         | 4:02.77    | 6º (sf A/B1) | 3:50.92 | 5º (Final B) |
| Dois sem masculino | Yasin Khan Gurpreet Singh      | 3:18.86 | 5º (bat. 1) | 3:29.47    | 3º         | 3:24.64    | 5º (sf A/B1) | 3:18.40 | 5º (Final B) |

## Tênis
| Evento            | Atleta                              | 1ª rodada                            | 2ª rodada                             | Quartas-de-final                     | Semifinais                               | Final                                                     | Pos. final       |
| Evento            | Atleta                              | Oponente Resultado                   | Oponente Resultado                    | Oponente Resultado                   | Oponente Resultado                       | Oponente Resultado                                        | Pos. final       |
| ----------------- | ----------------------------------- | ------------------------------------ | ------------------------------------- | ------------------------------------ | ---------------------------------------- | --------------------------------------------------------- | ---------------- |
| Simples masculino | Yuki Bhambri (cabeça-de-chave nº 6) | GER Kevin Krawietz V 2-0 (6-3 e 6-0) | TPE Huang Liang-Chi V 2-0 (6-2 e 6-4) | IRL John Morrissey V 2-0 (6-4 e 6-4) | BIH Damir Džumhur V 2-1 (6-3, 4-6 e 6-2) | COL Juan Sebastián Gómez D 1-2 (7-6, 6-7 e 1-4 abandonou) | Medalha de prata |

| Evento            | Atleta                             | 1ª rodada                                                 | Quartas-de-final   | Semifinais         | Final              | Pos. final |
| Evento            | Atleta                             | Oponente Resultado                                        | Oponente Resultado | Oponente Resultado | Oponente Resultado | Pos. final |
| ----------------- | ---------------------------------- | --------------------------------------------------------- | ------------------ | ------------------ | ------------------ | ---------- |
| Duplas masculinas | Yuki Bhambri e PHI Jeson Patrombon | BIH Damir Džumhur/ CRO Mate Pavić D 1-2 (7-6, 5-7 e 4-10) | Não avançaram      | Não avançaram      | Não avançaram      | --         |

## Tênis de mesa
| Evento            | Atleta             | Preliminares | Preliminares | Preliminares | 2ª fase consolação | 2ª fase consolação | 2ª fase consolação | Pos. final |
| Evento            | Atleta             | Grupo        | Confrontos | Pos.         | Grupo              | Confrontos | Pos.               | Pos. final |
| ----------------- | ------------------ | ------------ | --- | ------------ | ------------------ | --- | ------------------ | ---------- |
| Simples masculino | Avik Das           | G            | BEL Emilien Vanrossomme D 0-3 (3-11, 10-12, 5-11) AUT Stefan Leitgeb D 0-3 (6-11, 7-11, 9-11) ITA Leonardo Mutti D 1-3 (11-9, 13-15, 6-11, 7-11) | 4º           | EE                 | PAR Axel Gavilán D 2-3 (7-11, 15-13, 5-11, 11-7, 8-11) UZB Elmurod Holikov D 2-3 (7-11, 11-8, 2-11, 16-14, 8-11) ESA Luis Mejía D 1-3 (10-12, 6-11, 11-6, 9-11) | 4º                 | --         |
| Simples feminino  | Mallika Bhandarkar | A            | CHN Gu Yuting D 0-3 (10-12, 2-11, 6-11) PRK Kim Song-I D 0-3 (6-11, 7-11, 7-11)                                                                  | 3º           | EE                 | CGO Jolie Mafuta Ivoso V 3-0 (11-4, 11-6, 11-2) HUN Mercedes Nagyvaradi D 2-3 (2-11, 9-11, 11-8, 11-8, 2-11)                                                    | 2º                 | --         |

| Evento         | Atleta                        | 1ª fase | 1ª fase | 1ª fase | Torneio de consolação                   | Torneio de consolação               | Pos. final |
| Evento         | Atleta                        | Grupo   | Confrontos                                                                                                  | Pos.    | 1ª rodada                               | 2ª rodada                           | Pos. final |
| -------------- | ----------------------------- | ------- | --- | ------- | --------------------------------------- | ----------------------------------- | ---------- |
| Equipes mistas | Avik Das e Mallika Bhandarkar | E       | HKG Hong Kong D 0-3 (0-3, 0-3, 0-3) SRI Sri Lanka V 3-0 (3-0, 3-2, 3-2) THA Tailândia D 1-2 (0-3, 3-2, 1-3) | 3º      | NZL Nova Zelândia V 2-1 (3-0, 2-3, 3-1) | Intercontinental 4 V 2-0 (3-0, 3-0) | 17º        |

## Tiro
| Evento                        | Atleta                | Qualificação | Qualificação | Qualificação | Qualificação | Qualificação | Qualificação | Qualificação | Qualificação | Final | Final | Final | Final | Final | Final | Final | Final | Final | Final | Final       | Final | Final      |
| Evento                        | Atleta                | 1            | 2            | 3            | 4            | 5            | 6            | Total        | Pos.         | 1     | 2     | 3     | 4     | 5     | 6     | 7     | 8     | 9     | 10    | Total final | Total | Pos. final |
| ----------------------------- | --------------------- | ------------ | ------------ | ------------ | ------------ | ------------ | ------------ | ------------ | ------------ | ----- | ----- | ----- | ----- | ----- | ----- | ----- | ----- | ----- | ----- | ----------- | ----- | ---------- |
| Carabina de ar 10 m masculino | Navdeep Singh Rathore | 96           | 98           | 100          | 97           | 98           | 98           | 587          | 8º           | 8.8   | 9.6   | 10.2  | 10.1  | 9.6   | 8.8   | 10.5  | 10.6  | 10.4  | 9.9   | 98.5        | 685.5 | 8º         |
| Carabina de ar 10 m feminino  | Neha Milind Sapte     | 99           | 97           | 98           | 98           |              |              | 392          | 7º           | 10.6  | 10.6  | 9.8   | 10.1  | 10.0  | 10.5  | 10.4  | 10.4  | 10.9  | 10.4  | 103.7       | 495.7 | 5º         |
| Pistola de ar 10 m feminino   | Ruchi Singh           | 96           | 92           | 92           | 94           |              |              | 374          | 6º           | 8.6   | 9.3   | 9.6   | 9.6   | 10.0  | 8.6   | 8.7   | 9.7   | 8.8   | 10.3  | 93.2        | 467.2 | 6º         |

## Tiro com arco
| Evento              | Atleta                              | Qualificatória | Qualificatória | 1ª rodada                                       | Oitavas-de-final      | Quartas-de-final   | Semi-finais        | Final              | Pos. final |
| Evento              | Atleta                              | Resultado      | Pos.           | Oponente Resultado                              | Oponente Resultado    | Oponente Resultado | Oponente Resultado | Oponente Resultado | Pos. final |
| ------------------- | ----------------------------------- | -------------- | -------------- | ----------------------------------------------- | --------------------- | ------------------ | ------------------ | ------------------ | ---------- |
| Individual feminino | Atanu Das                           | 637            | 5º             | FIN Joni Hautamäki D 5-6                        | Não avançou           | Não avançou        | Não avançou        | Não avançou        | --         |
| Individual feminino | Seema Verma                         | 635            | 5º             | FIN Tanja Sorsa V 6-0                           | BEL Zoe Gobbels D 3-7 | Não avançou        | Não avançou        | Não avançou        | --         |
| Equipes mistas      | Atanu Das e USA Miranda Leek        |                |                | NED Maud Custers/ ARM Vasil Shahnazaryan D 4-6  | Não avançou           | Não avançou        | Não avançou        | Não avançou        | --         |
| Equipes mistas      | Seema Verma e HUN Sebastian Linster |                |                | POL Aleksandra Wojnicka/ TUR Yagiz Yilmaz D 2-6 | Não avançou           | Não avançou        | Não avançou        | Não avançou        | --         |